# (12127) Mamiya
(12127) Mamiya (1999 RD37) – planetoida z pasa głównego asteroid okrążająca Słońce w ciągu 3,84 lat w średniej odległości 2,45 j.a. Odkryta 9 września 1999 roku.